# Břicho

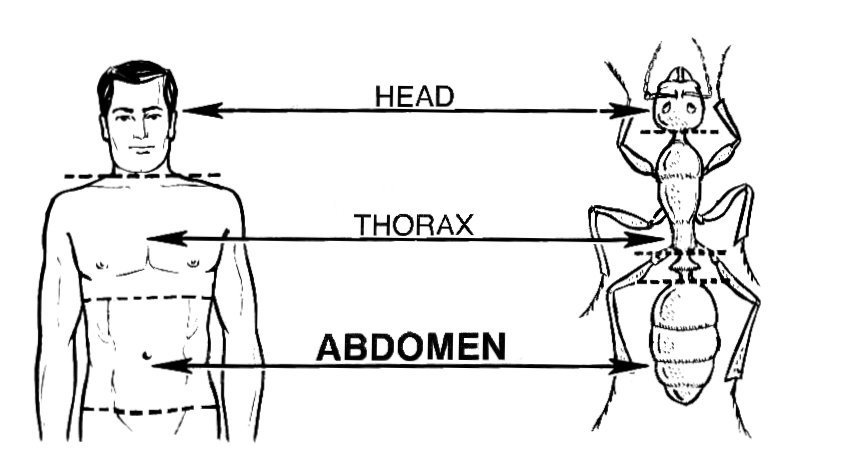
Označení člověka a členovce

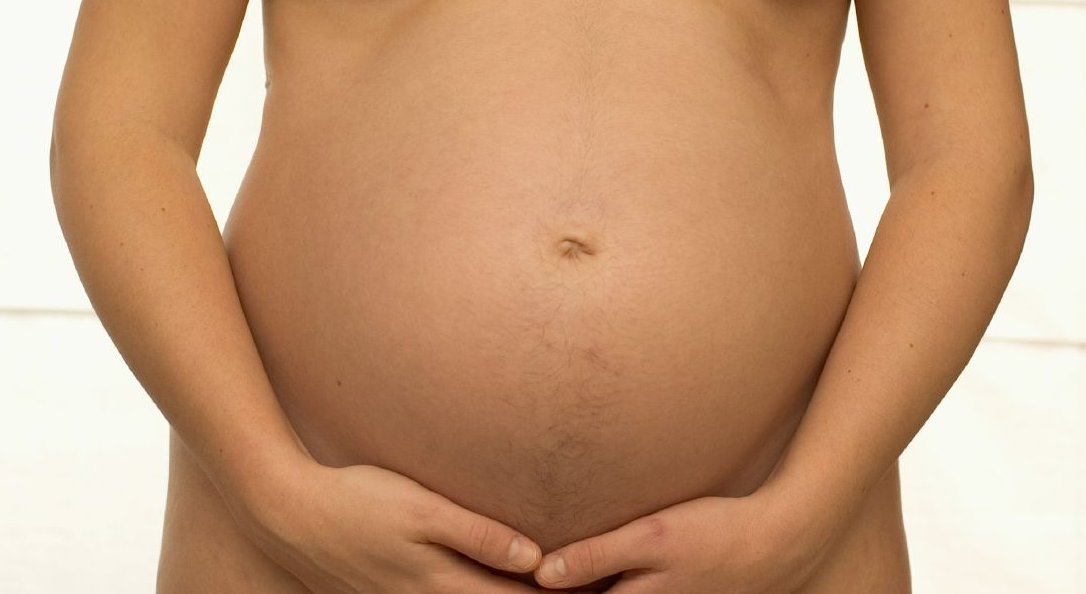
Břicho těhotné ženy

Břicho (lat. a odb. abdomen) je spodní část trupu (část těla mezi hrudníkem a pánví či odpovídajícími částmi těla u zvířat, která pánev nemají), která se u zvířat nachází na spodní straně těla. Na druhé straně jsou záda, mezi zády a břichem jsou boky.
Označení břicho se používá převážně u obratlovců, u jiných živočichů bývá používán spíš pojem břišní strana těla, břišní dutina a podobně. U členovců je jako abdomen označován zadeček. Spodní část břicha (pod pupkem) se nazývá podbřišek.
V břiše je uložena většina orgánů trávicí, vylučovací a rozmnožovací soustavy.  Břicho nebývá nijak zvlášť chráněno kostmi nebo jinými pevnými strukturami. Mimo jiné proto, aby byla zachována pružnost břišní stěny při zvětšení břišní dutiny po přijetí většího množství potravy či v období gravidity. Jedná se o velmi zranitelnou část těla a přitom ukrývá velmi důležité orgány. V podstatě je chráněno jen tím, že je na spodní části těla. Břicho bývá u většiny organismů zbarveno jinak (většinou světleji) než zbytek těla.
Jako břišní dutinu označujeme tu část břicha, která je vystlaná pobřišnicí (peritoneum). Některé orgány břicha jsou uložené přímo v břišní dutině, některé tzv. retroperitoneálně. To znamená, že jsou uloženy mimo dutinu vystlanou pobřišnicí (například ledviny uložené v zádové oblasti)

## Orgány uložené v břiše obratlovců

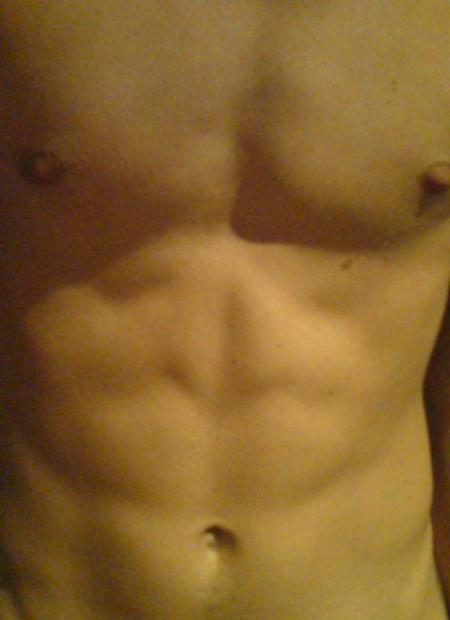
Břicho sportovce

V břiše je uloženo mnoho orgánů patřících k různým orgánovým soustavám:
- k trávicí soustavě: žaludek, tenké i tlusté střevo, játra, slinivka břišní
- k vylučovací soustavě: ledviny, močový měchýř a močová trubice
- celá rozmnožovací soustava
- slezina a mnoho velkých cév
- nervy apod.

## Přenesený význam
Pojem břicho se používá i u dopravních strojů (letadlo, loď), kde je analogicky označována jako břicho spodní část trupu.

## Zajímavosti
Japonsky se břicho řekne hara (腹) a v některých východních naukách je považováno za centrum energie člověka (odtud název harakiri).